# Alejandro Fernández Almendras
Alejandro Fernández Almendras (Chillán, Regió de Ñuble; 25 de novembre de 1971) és un director de cinema, guionista i muntador xilè, conegut per dirigir les pel·lícules Huacho (2009), Matar a un hombre (2014), Aquí no ha pasado nada (2016) i Mi amigo Alexis (2019).

## Biografia
Es va diplomar a l'Escola de Periodisme de la Universitat de Xile. Posteriorment es va traslladar gràcies a una beca als Estats Units, la qual cosa li va permetre realitzar un Diplomat de Comunicació Social i de Realització a la New School University de Nova York i treballar fins a 2007 a l'Agència EFE. També es va dedicar a la crítica de cinema.
un treball de ficció sobre una parella d'ancians pagesos del sud de Xile que esperen la visita de la seva filla i el seu net. Això li va valer realitzar un circuit de més de 30 festivals internacionals i guanyar el Premi al Millor Curtmetratge Llatinoamericà del Festival Iberoamericà de Curtmetratges.
El 2009 Huacho, el seu primer llargmetratge, li va significar el reconeixement internacional de manera massiva, sent estrenat a la Setmana de la Crítica del Festival de Canes d'aquest any i guanyant el premi NHK del Festival de Cinema de Sundance, a més del reconeixement al seu país en quedar-se amb el premi a la millor pel·lícula al Festival Internacional de Cinema de Viña del Mar.
El 2014 el seu tercer llargmetratge, Matar a un hombre, cinta basada en un fet real, va obtenir el premi a la millor pel·lícula en la categoria World Cinema del Festival de Cinema de Sundance, a més d'un gran nombre de reconeixements en festivals arreu del món. Aquest mateix any, el film va ser seleccionat per a representar a Xile en les competicions pels Premis Oscar i els Premis Goya.
En 2016 va estrenar Aquí no ha pasado nada, un thriller ficció basat en la història real ocorreguda el 18 de setembre de 2013, quan Martín Larraín, fill del exsenador xilè Carlos Larraín, va donar mort a Hernán Canales, després d'atropellar-ho i donar-se a la fugida, en un cas emblemàtic per al poder i la justícia xilena, el que finalment va quedar sense culpables i envoltada d'una sèrie d'irregularitats. El film li va valer el premi al millor director al Santiago Festival Internacional de Cinema.
Actualment es troba dirigint la pel·lícula Mi amigo Alexis, història basada en el futbolista xilè Alexis Sánchez i l'estrena del qual està fixat per a 2019.

## Estil
El seu estil s'ha caracteritzat per ser molt crític de la societat xilena i llatinoamericana, la qual cosa es reflecteix al seu cinema, on sol abordar temes com les injustícies, les diferències socials, el treball de les classes més baixes i íntims drames personals. És també guionista i montajista de tots els seus treballs com a director.

## Filmografia

### Llargmetratges
| Any  | Títol                    | Director | Guionista | Editor |
| ---- | ------------------------ | -------- | --------- | ------ |
| 2009 | Huacho                   | ✓        | ✓         |        |
| 2011 | Sentados frente al fuego | ✓        | ✓         | ✓      |
| 2014 | Matar a un hombre        | ✓        | ✓         | ✓      |
| 2016 | Aquí no ha pasado nada   | ✓        | ✓         |        |
| 2018 | El Estreno               | ✓        | ✓         | ✓      |
| 2019 | The Gray Beyond          | ✓        | ✓         | ✓      |
| 2019 | Mi amigo Alexis          | ✓        |           |        |

### Curtmetratges
- 2006: La ofrenda (The Offering)
- 2006: Desde lejos (From Afar)
- 2007: Lo que trae la lluvia (Along Came the Rain)

## Premis
| Esdeveniment                                              | Any  | Categoria                          | Pel·lícula               | Ref.   |
| --------------------------------------------------------- | ---- | ---------------------------------- | ------------------------ | ------ |
| Festival Iberoamericà de Curtmetratges                    | 2007 | Millor Curtmetratge Llatinoamericà | Lo que trae la lluvia    |        |
| Festival de Cinema de Sundance                            | 2008 | NHK Award                          | Huacho                   | [ 9 ]  |
| Festival de Cinema de Lima                                | 2009 | Premi APRECI                       | Huacho                   | [ 10 ] |
| Festival Internacional de Cinema de Viña del Mar          | 2009 | Millor Pel·lícula                  | Huacho                   | [ 3 ]  |
| Festival Internacional de Cinema de l'Havana              | 2009 | Gran Premi Coral                   | Huacho                   | [ 11 ] |
| Festival de Cinema Llatinoamericà de Tolosa de Llenguadoc | 2011 | Esment Especial Premi del Jurat    | Sentados frente al fuego | [ 12 ] |
| Festival Internacional de Cinema de Fribourg              | 2014 | Premi Especial del Jurat           | Matar a un hombre        | [ 13 ] |
| Festival Internacional de Cinema de Fribourg              | 2014 | Premi Don Quijote                  | Matar a un hombre        | [ 13 ] |
| Festival Internacional de Cinema de Locarno               | 2014 | Premi Carta Blanca                 | Matar a un hombre        | [ 14 ] |
| Festival Internacional de Cinema IndieLisoba              | 2014 | Premi Ciutat de Lisboa             | Matar a un hombre        | [ 15 ] |
| Festival Internacional de Cinema de Miami                 | 2014 | Miami Future Cinema Critics Award  | Matar a un hombre        | [ 16 ] |
| Festival Internacional de Cinema de Rotterdam             | 2014 | KNF Award                          | Matar a un hombre        | [ 17 ] |
| Festival de Cinema de Sundance                            | 2014 | Gran Premi del Jurat               | Matar a un hombre        | [ 4 ]  |
| Festival Internacional de Cinema de Cartagena de Indias   | 2016 | Millor pel·lícula                  | Aquí no ha pasado nada   | [ 18 ] |
| Santiago Festival Internacional de Cinema                 | 2016 | Millor director                    | Aquí no ha pasado nada   | [ 19 ] |